# Munyaga
Munyaga (Kinyarwanda Umurenge wa Munyaga) ist einer von 14 Sektoren des Distrikts Rwamagana in der Ostprovinz von Ruanda.

## Geographie
Der Sektor Munyaga hat eine Fläche von 41,6 km². Er setzt sich aus den vier Zellen Kaduha, Nkungu, Rweru und Zinga zusammen. Nachbarsektoren sind im Norden Kigabiro, im Osten Ruramira, im Südosten Remera, im Süden Rurenge, im Südwesten Karembo und im Westen Rubona. Im Süden liegt Munyaga am Muhazi-Stausee. Zwei Zuflüsse bilden die West- bzw. Ost- und Südgrenze des Sektors.

## Bevölkerung
Nach Stand der Volkszählung von 2022 liegt die Einwohnerzahl bei 20.812. Zehn Jahre zuvor waren es 16.207, was einem jährlichen Bevölkerungszuwachs von 2,5 Prozent zwischen 2012 und 2022 entspricht.

## Verkehr
Durch den Südwesten des Sektors verläuft eine District Road.